# Kiira Korpi

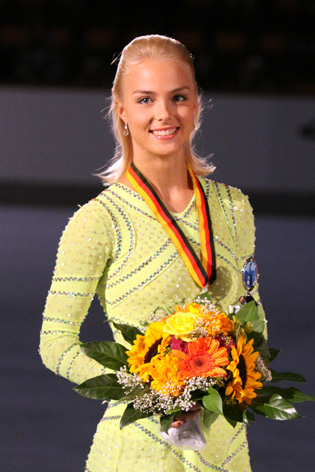
Kiira Korpi, 2009

Kiira Linda Katriina Korpi (* 26. September 1988 in Tampere) ist eine finnische Eiskunstläuferin. Ihr Vater Rauno ist ein ehemaliger Eishockeytrainer.
Sie begann im Alter von fünf Jahren mit dem Eiskunstlauf. Ihre Trainerin ist Maaret Siromaa. Ihre Teilnahme an den Olympischen Winterspielen 2006 in Turin beendete sie auf dem 16. Platz. Sie nahm von 2003 bis 2005 an den Juniorenweltmeisterschaften und seit 2005 an den Eiskunstlauf-Europameisterschaften teil. Nach ihrem zweiten Platz (2004/05) bzw. dritten Platz (2005/06) bei den Finnischen Meisterschaften konnte sie sich über ihr Ergebnis bei den Europameisterschaften 2006 (6. Platz) für einen der beiden finnischen Startplätze bei den Olympischen Spielen 2006 qualifizieren.
Sie gewann 2007 die Bronzemedaille bei den Europameisterschaften, bei den Weltmeisterschaften wurde sie Vierzehnte. Im Jahr darauf wurde sie bei den Weltmeisterschaften neunte, bei den Europameisterschaften belegte sie Platz 5. Das gleiche Ergebnis erreichte sie auch bei den Europameisterschaften 2009, nachdem sie in derselben Saison erstmals finnische Meisterin geworden war. Bei den Europameisterschaften 2010 konnte sie sich auf Platz 4 verbessern und verpasste die Bronzemedaille nur knapp. Bei den Olympischen Winterspielen 2010 in Vancouver belegte Kiira Korpi den 11. Platz.
Ende August 2015 erklärte Korpi ihren Rücktritt vom aktiven Wettkampfsport; sie will aber weiterhin in Shows auftreten und bei Seminaren mitarbeiten.

## Erfolge/Ergebnisse
| Wettbewerb/Wintersaison     | 2002/03 | 2003/04 | 2004/05 | 2005/06 | 2006/07 | 2007/08 | 2008/09 | 2009/10 | 2010/11 | 2011/12 | 2012/13 |
| --------------------------- | ------- | ------- | ------- | ------- | ------- | ------- | ------- | ------- | ------- | ------- | ------- |
| Olympische Winterspiele     |         |         |         | 16      |         |         |         | 11      |         |         |         |
| Weltmeisterschaften         | −       | −       | −       | 10      | 14      | 9       | −       | 19      | 9       | −       |         |
| Europameisterschaften       | −       | −       | 13      | 6       | 3       | 5       | 5       | 4       | 3       | 2       |         |
| Juniorenweltmeisterschaften | 19      | 16      | 10      | −       | −       | −       | −       | −       | −       | −       | −       |
| Finnische Meisterschaften   | 2 J     | 1 J     | 2       | 3       | 4       | 2       | 1       | 2       | 1       | 1       | 1       |
| Grand-Prix-Finale           | −       | −       | −       | −       | −       | −       | −       | −       | −       | −       | 4       |
| GP Cup of Russia            | −       | −       | −       | −       | 6       | 4       | −       | −       | −       | 5       | 1       |
| GP Skate America            | −       | −       | −       | −       | 7       | −       | −       | −       | −       | −       | −       |
| GP Trophée Eric Bompard     | −       | −       | −       | −       | −       | −       | −       | 8       | 1       | −       |         |
| GP Cup of China             | −       | −       | −       | −       | −       | −       | −       | 2       | −       | −       | 3       |
| GP NHK Trophy               | −       | −       | −       | −       | −       | −       | −       | −       | 4       | 6       |         |
| Nebelhorn Trophy            | −       | −       | −       | −       | −       | −       | −       | 2       | 1       |         |         |
| Finlandia Trophy            | −       | −       | −       | −       | 1       | 5       | −       | 3       | 2       |         | 2       |

- GP = Grand Prix / J = Junioren